# Červená karta

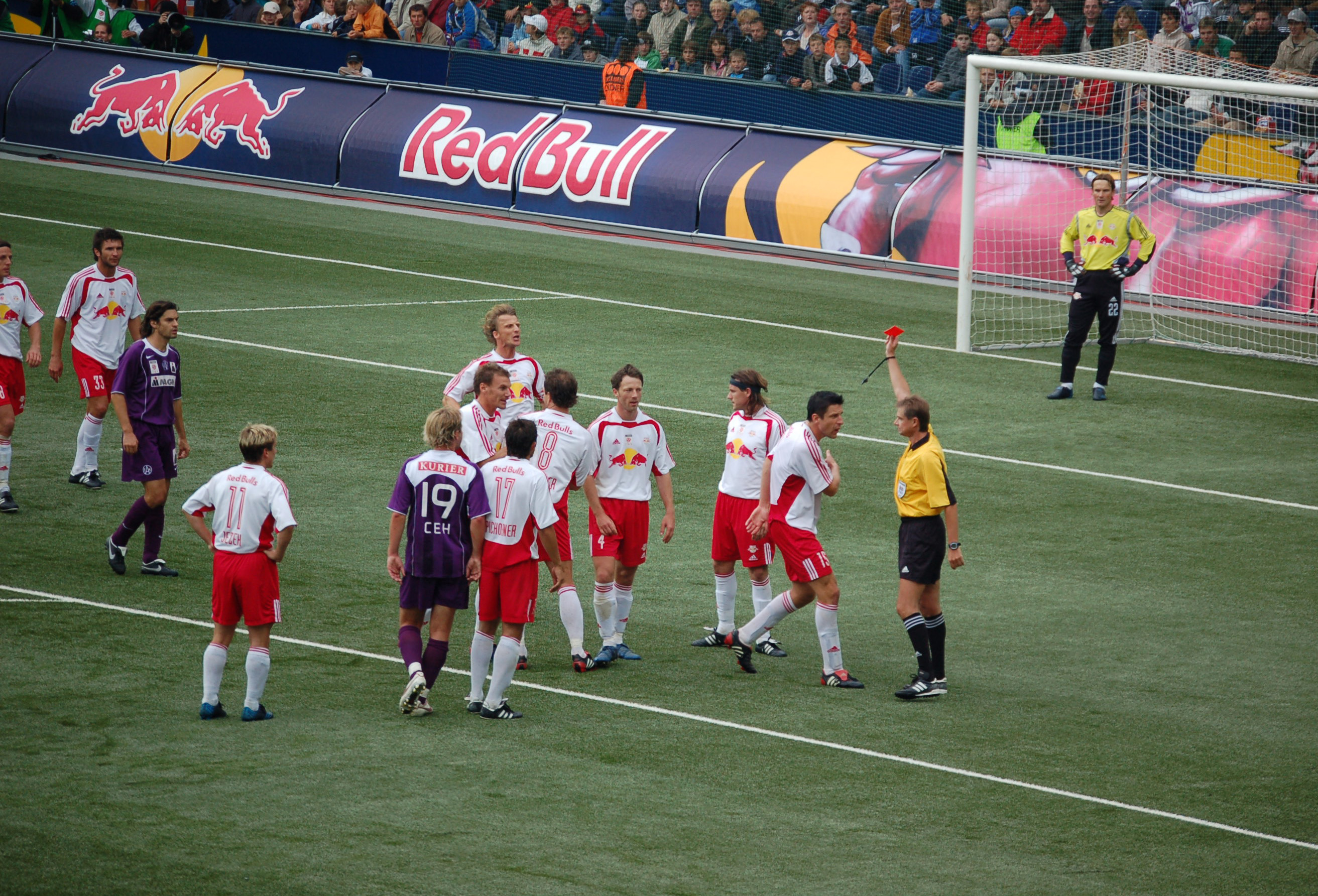
Fotbalový rozhodčí ukazuje červenou kartu hráči

Červená karta se používá ve sportu pro signalizaci závažného porušení pravidel a souvisejícího trestu, nejčastěji vyloučení provinivšího se hráče ze hry do konce utkání. Rozhodčí takový trest signalizuje zřetelným ukázáním malé obdélníkové kartičky červené barvy, kterou nosí v kapse. Kartu vymyslel anglický fotbalový rozhodčí Ken Aston po zmatcích ve čtvrtfinále mistrovství světa ve fotbale 1966 mezi Anglií a Argentinou, takže se žluté a červené karty ve fotbale začaly používat počínaje mistrovstvím světa 1970.

## Vyloučení hráče
V mnoha kolektivních sportech se červenou kartou signalizuje vyloučení hráče do konce utkání. Vyloučení je osobním trestem, v některých sportech znamená ale i trest pro celé mužstvo, neboť to je nuceno do konce zápasu hrát v oslabení.
Mezi sporty, ve kterých se červenou kartou signalizuje vyloučení hráče do konce utkání, patří fotbal, pozemní hokej, florbal, házená, ragby, australský fotbal, bandy, kriket, vodní pólo nebo mudlovský famfrpál.

### Fotbal
Při fotbale vyloučí rozhodčí hráče, pokud se hráč dopustí jednoho z následujících přestupků:
- Zabrání soupeřovu družstvu v dosažení branky nebo zmaří jeho zjevnou brankovou příležitost tím, že úmyslně zahraje míč rukou (netýká se brankáře v jeho vlastním pokutovém území).
- Zabrání soupeřovu družstvu v dosažení branky nebo zmaří soupeři zjevnou možnost dosáhnout branky tím, že soupeře směřujícího celkově na branku provinivšího se hráče zastaví přestupkem, za který se nařizuje přímý volný kop (případně pokutový kop). Výjimkou je situace, kdy k přestupku došlo v pokutovém území, přičemž se provinivší se hráč pokoušel hrát míč a rozhodčí za přestupek nařídil pokutový kop; v takovém případě je hráč pouze napomenut žlutou kartou. (Tato výjimka byla zavedena kvůli tomu, aby družstvo nebylo za jeden přestupek potrestáno dvojmo: pokutovým kopem a vyloučením hráče.)
- Dopustí se surové hry (tzn. hraje způsobem, kterým je ohrožena bezpečnost soupeře nebo při kterém je použito nepřiměřené síly nebo brutality).
- Chová se hrubě nesportovně (např. pokud proti komukoli použije nebo se pokusí použít nepřiměřenou sílu nebo brutalitu mimo boj o míč; např. úmyslně udeří soupeře nebo jakoukoli jinou osobu do hlavy nebo do obličeje, rukou nebo paží, vyjma případů, kdy použitá síla byla zanedbatelná).
- Plivne na soupeře nebo na jinou osobu nebo kohokoli kousne.
- Použije pohoršující, urážlivé nebo ponižující výroky nebo gesta.
- Vejde do místnosti, ve které pracuje video asistent rozhodčího.
- Během utkání je podruhé potrestán napomenutím žlutou kartou (v tom případě rozhodčí hráči nejprve ukáže žlutou kartu a ihned poté kartu červenou).

Vyloučený hráč musí opustit hřiště (včetně technické zóny). Za vyloučení hráče se v mnoha fotbalových soutěžích udílí trest i pro následující zápasy, buď automaticky, nebo podle rozhodnutí soutěžních orgánů.

## Diskvalifikace
V individuálních sportech se červenou kartou někdy signalizuje diskvalifikace sportovce, např. v atletice.

## Jiné tresty
V některých sportech se červenou kartou signalizuje trest menší než vyloučení či diskvalifikace, např. ve volejbale či badmintonu ztráta bodu (a případně podání), obdobně v šermu přidělení zásahu soupeři. V chůzi je závodník diskvalifikován, když získá celkem tři červené karty od tří rozhodčích.

## Přenesený význam
Výraz „červená karta“ se užívá i mimo sport, především v médiích nebo v politice. Obrazně se jím vyjadřuje, že někomu bylo zabráněno v nějaké činnosti.